# Oficina Imperial Alimentaria de Guerra

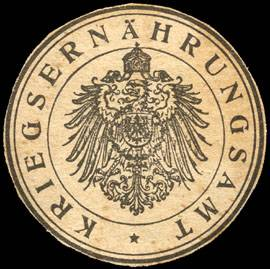
Sello de la Reichsernährungsamt.

La Oficina Imperial Alimentaria de Guerra (en alemán: Reichsernährungsamt) fue  una oficina ministerial del Imperio alemán durante 1916-1919.

## Historia
Durante la Primera Guerra Mundial, el Consejo Federal emitió bonos de guerra para garantizar la nutrición de las personas, como resultado de lo cual, el 22 de mayo de 1916, se fundó la Oficina de Alimentaria de Guerra. La Oficina Alimentaria Guerra, previamente desde el Ministerio del Interior había sido subcontratada, tenía su sede en Berlín y estaba bajo la supervisión del Canciller. Fue responsable de los asuntos nutricionales del Reich. El consejo de administración de la Oficina, incluido el presidente, constaba de siete a nueve miembros, y el presidente ocupaba el cargo de Presidente de la Oficina del Jefe de Alimentos.
La Oficina Alimentaria de Guerra recibió el estatus de «Oficina Ministerial del Reich» en 1917 y más adelante fue dirigida por un Secretario de Estado, que estaba subordinado por instrucciones al Canciller. El 19 de noviembre de 1918 pasó a llamarse Reichsernährungsamt. Cuatro días más tarde, la compañía central fue subcontratada del área de negocios de la Reichswirtschaftsamt y subordinada a la Reichsernährungsamt. En marzo de 1919, las funciones de las autoridades de la oficina pasaron a formar parte del Ministerio de Alimentación y Agricultura del Reich.

## Presidentes o Secretarios de Estado de los Kriegsernährungs/ Reichsernährungsamt
- Adolf Tortilowicz von Batocki-Friebe: (22 de mayo de 1916 - 6 de agosto de 1917)

- Wilhelm von Waldow: (6 de agosto de 1917 - 9 de noviembre de 1918)

- Emanuel Wurm: (14 de noviembre de 1918 - 13 de febrero de 1919)

- Datos: Q1723066